# Delettes
Delettes és un municipi francès situat al departament del Pas de Calais i a la regió dels Alts de França. L'any 2007 tenia 1.059 habitants.

## Demografia

### Població
El 2007 la població de fet de Delettes era de 1.059 persones. Hi havia 376 famílies de les quals 76 eren unipersonals (36 homes vivint sols i 40 dones vivint soles), 112 parelles sense fills, 172 parelles amb fills i 16 famílies monoparentals amb fills.
La població ha evolucionat segons el següent gràfic:
Habitants censats

### Habitatges
El 2007 hi havia 403 habitatges, 384 eren l'habitatge principal de la família, 4 eren segones residències i 15 estaven desocupats. 396 eren cases i 4 eren apartaments. Dels 384 habitatges principals, 329 estaven ocupats pels seus propietaris, 46 estaven llogats i ocupats pels llogaters i 9 estaven cedits a títol gratuït; 2 tenien una cambra, 9 en tenien dues, 49 en tenien tres, 84 en tenien quatre i 240 en tenien cinc o més. 298 habitatges disposaven pel capbaix d'una plaça de pàrquing. A 146 habitatges hi havia un automòbil i a 201 n'hi havia dos o més.

### Piràmide de població
La piràmide de població per edats i sexe el 2009 era:
| Homes | Edats   | Dones |
| ----- | ------- | ----- |
| 0     | 95 o +  | 0     |
| 0     | 90 a 94 | 4     |
| 16    | 85 a 89 | 0     |
| 4     | 80 a 84 | 0     |
| 24    | 75 a 79 | 4     |
| 16    | 70 a 74 | 28    |
| 12    | 65 a 69 | 32    |
| 20    | 60 a 64 | 12    |
| 12    | 55 a 59 | 20    |
| 24    | 50 a 54 | 32    |
| 36    | 45 a 49 | 28    |
| 44    | 40 a 44 | 28    |
| 40    | 35 a 39 | 52    |
| 40    | 30 a 34 | 32    |
| 28    | 25 a 29 | 32    |
| 16    | 20 a 24 | 24    |
| 48    | 15 a 19 | 52    |
| 48    | 10 a 14 | 16    |
| 12    | 5 a 9   | 28    |
| 12    | 0 a 4   | 24    |

## Economia
El 2007 la població en edat de treballar era de 693 persones, 496 eren actives i 197 eren inactives. De les 496 persones actives 449 estaven ocupades (263 homes i 186 dones) i 47 estaven aturades (19 homes i 28 dones). De les 197 persones inactives 53 estaven jubilades, 62 estaven estudiant i 82 estaven classificades com a «altres inactius».

### Ingressos
El 2009 a Delettes hi havia 403 unitats fiscals que integraven 1.106 persones, la mediana anual d'ingressos fiscals per persona era de 15.032 €.

### Activitats econòmiques
Dels 23 establiments que hi havia el 2007, 1 era d'una empresa alimentària, 5 d'empreses de construcció, 5 d'empreses de comerç i reparació d'automòbils, 3 d'empreses d'hostatgeria i restauració, 3 d'empreses immobiliàries, 1 d'una empresa de serveis, 3 d'entitats de l'administració pública i 2 d'empreses classificades com a «altres activitats de serveis».
Dels 7 establiments de servei als particulars que hi havia el 2009, 1 era un taller de reparació d'automòbils i de material agrícola, 1 paleta, 2 fusteries, 1 empresa de construcció, 1 perruqueria i 1 restaurant.
L'únic establiment comercial que hi havia el 2009 era una carnisseria.
L'any 2000 a Delettes hi havia 31 explotacions agrícoles que ocupaven un total de 1.342 hectàrees.

## Equipaments sanitaris i escolars
El 2009 hi havia una escola elemental.

## Poblacions més properes
El següent diagrama mostra les poblacions més properes.